# Johnny Stool Pigeon
Johnny Stool Pigeon (bra: Traficantes da Morte) é um filme de crime noir estadunidense de 1949 dirigido por William Castle e estrelado por Howard Duff, Shelley Winters e Dan Duryea.

## Elenco
- Howard Duff como George Morton / Mike Doyle
- Shelley Winters como Terry
- Dan Duryea como Johnny Evans
- Tony Curtis como Joey Hyatt (como Anthony Curtis)
- John McIntire como Avery
- Gar Moore como Sam Harrison
- Leif Erickson como Pringle
- Barry Kelley como McCandles
- Hugh Reilly como Charlie
- Wally Maher como Benson

## Produção
Algumas cenas foram gravadas em São Francisco, na Califórnia, Tucson, no Arizona e Nogales, México.